# Nazionale femminile di pallamano della Costa d'Avorio
La nazionale di pallamano femminile della Costa d'Avorio rappresenta la Costa d'Avorio nelle competizioni internazionali e la sua attività è gestita dalla Fédération Ivoirienne de Handball. La rappresentativa ha vinto due volte il campionato continentale, a cui partecipa dal 1976. 

## Palmarès

### Campionati Africani
- 1987, 1996
- 1985, 1989, 1994, 2002, 2008
- 1992, 1998, 2004, 2010